# Années 1020 en Angleterre
Années 1000 | Années 1010 | Années 1020 | Années 1030 | Années 1040
Cette page recense les événements qui ont eu lieu au cours des années 1020 en Angleterre.

## Événements
- 1020 :
  - 13 novembre : Æthelnoth est sacré archevêque de Cantorbéry.
  - Consécration de l'église construite sur le site de la bataille d'Assandun (1016).
  - Refondation de l'abbaye de Bury St Edmunds.

- 1022 :
  - 7 octobre : l'archevêque Æthelnoth reçoit son pallium à Rome[1].

- 1023 :
  - Les reliques de l'archevêque martyr Alphège sont transférées de Londres à Cantorbéry sur ordre du roi Knut le Grand.
  - Ælfric Puttoc est élu archevêque d'York.

- 1026 :
  - 12 novembre : l'archevêque Ælfric Puttoc reçoit son pallium à Rome[2].

- 1027 :
  - 26 mars : Knut le Grand assiste au sacre de l'empereur Conrad II le Salique à Rome.

## Décès
- 1019 ou 1020 :
  - 12 juin : Lyfing, archevêque de Cantorbéry[1].

- 1020 :
  - 24 ou 25 décembre : Ælfgar le Charitable, évêque d'Elmham[3].

- 1023 :
  - 5 avril (jour incertain) : Ælfmær (en), évêque de Sherborne[4].
  - 28 mai : Wulfstan l'Homéliste, archevêque d'York[2].

- vers 1023
  - Leofwine, ealdorman en Mercie[5].

- 1023 ou 1024 :
  - Brihtwine, évêque de Wells[6].

- entre 1023 et 1029 :
  - 12 avril : Ælfwine (en), évêque d'Elmham[7].